# Tschernyzja (Solotschiw)
Tschernyzja (ukrainisch Черниця; russisch Черница Tscherniza, polnisch Czernica) ist ein Dorf im Osten der ukrainischen Oblast Lwiw mit etwa 740 Einwohnern (2001).

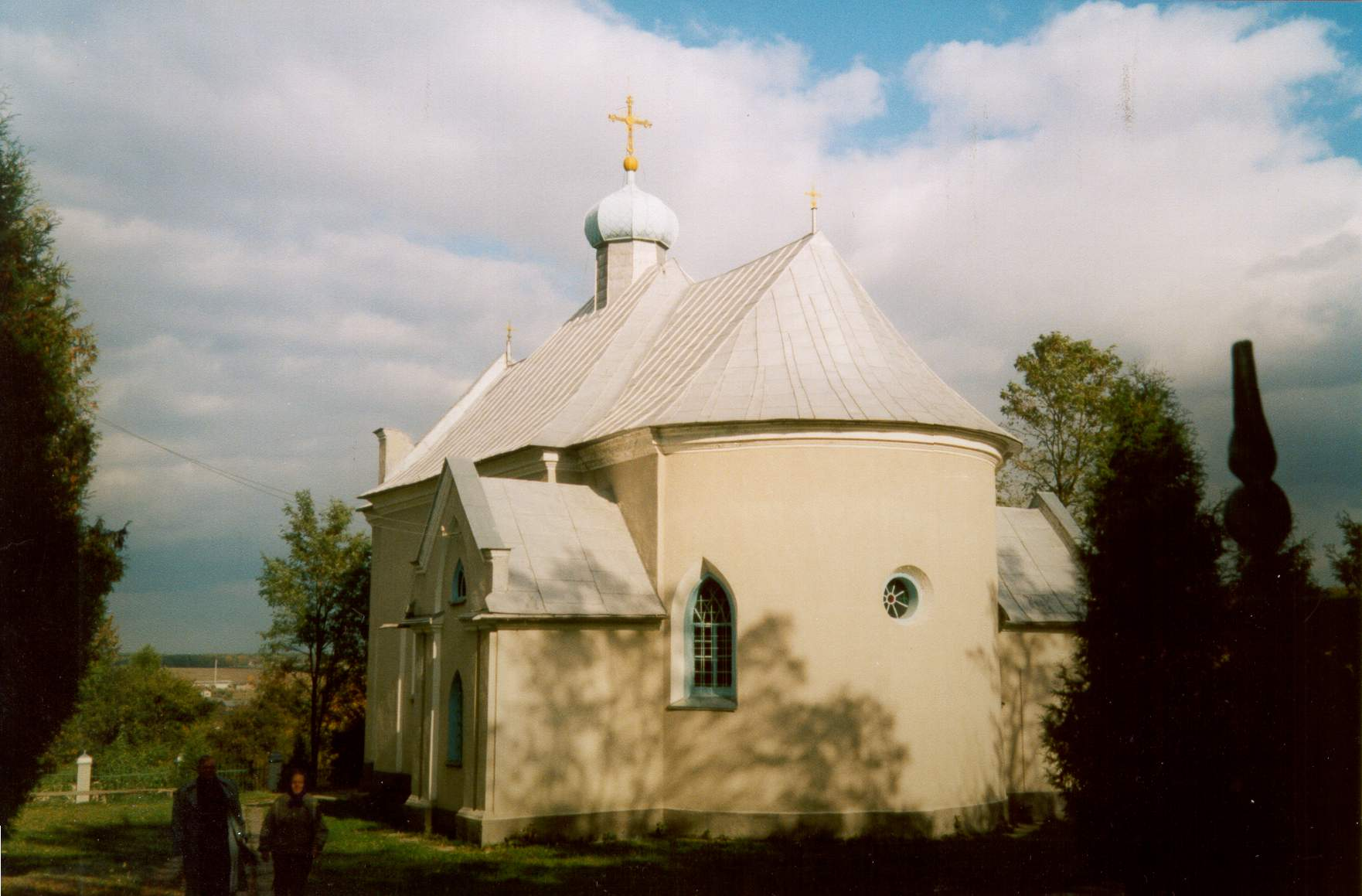
Dorfkirche St. Paraskewy in Tschernyzja

## Geschichte
In einer Seitenstraße im Zentrum des erstmals 1515 schriftlich erwähnten Dorfes befindet sich die denkmalgeschützte, ursprünglich 1830 aus Holz errichtete, pseudogotische Steinkirche St. Paraskewy.
Zwischen der Polnischen Teilung von 1772 und 1918 gehörte das Dorf zum österreichischen Kronland Galizien. Nach dem Ende des Ersten Weltkrieges kam die Ortschaft zunächst an die Westukrainische Volksrepublik und nach dem Polnisch-Ukrainischen Krieg zur Woiwodschaft Tarnopol der Zweiten Polnischen Republik. Im September 1939 wurde Tschernyzja zunächst von der Sowjetunion und von Sommer 1941 bis 1944 von Deutschland besetzt und in den Distrikt Galizien des Generalgouvernements eingegliedert. Nach der Rückeroberung Tschernyzjas durch die Rote Armee zum Ende des Zweiten Weltkrieges wurde die Ortschaft Teil der Ukrainischen SSR innerhalb der Sowjetunion und seit deren Zerfall 1991 ist sie Teil der unabhängigen Ukraine.
Seit September 2007 befindet sich im Dorf ein Denkmal für den General der Ukrainisch-galizischen Armee Myron Tarnawskyj, der hier seine letzten 17 Lebensjahre verbrachte (1921–1938) und, einigen Quellen nach, auch starb.

## Gemeinde
Sie gehört verwaltungstechnisch zur Siedlungsgemeinde Pidkamin, bis 2020 war Tschernyzja das administrative Zentrum der gleichnamigen, 32,959 km² großen Landratsgemeinde im Südosten des Rajon Brody, zu der noch das Dorf Salissja (Залісся, ⊙) mit etwa 90 Einwohnern gehörte.

## Geografische Lage
Die Ortschaft liegt auf einer Höhe von 314 m an der Quelle der Ikwa, einem 155 km langen, rechten Nebenfluss des Styr, 19 km südöstlich vom ehemaligen Rajonzentrum Brody und etwa 105 km östlich vom Oblastzentrum Lwiw. Im Nordosten vom Dorf verläuft die Regionalstraße P–39.